# U.S. Route 23 dans le Michigan
US Highway 23 (US 23) est une autoroute numérotée des États-Unis qui va de Jacksonville en Floride à Mackinaw City dans le Michigan